# Bönnelyche & Thuröe

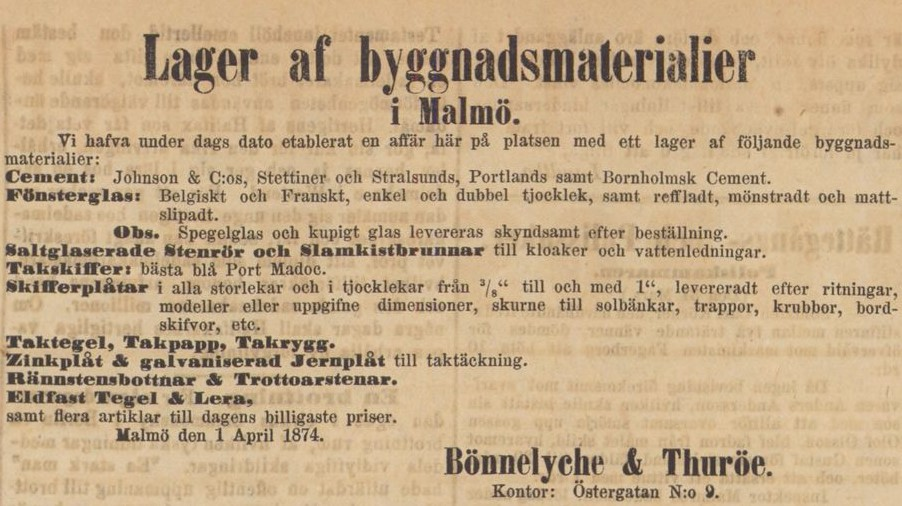
Bönnelyche & Thuröe, annons i Sydsvenska Dagbladet Snällposten 1874.

Bönnelyche & Thuröe var en svensk grossist inom bygg och tillverkare av färger och pesticider. 
Bönnelyche & Thuröe startades 1874 i Malmö av danskarna Gregers Bönnelyche och Anders Lauritz Thuröe som en byggnadsmaterialfirma. Företaget kom sedermera att äga även Skånska Takpapperfabriken i Malmö och Gadderås glasbruk i Orrefors. 
Träskyddsmedlet Cuprinol kom till Sverige via Bönnelyche & Thuröe. Höganäs AB tog över Bönnelyche & Thuröe 1965. De utvecklade och marknadsförde träskyddsprodukten så att den fick sitt stora genombrott på 1960-talet. Tillverkningen av pesticider flyttades 1965 från Malmö till Teckomatorp.
1971 knoppades tillverkningen av pesticider av och såldes till danska Kemisk Værk Køge. Färgtillverkning hos Höganäs behölls emellertid under namnet Bönnelyche & Thuröe. Efter Kemisk Værk Køges köp av fabriken i Teckomatorp ändrades företagsnamnet till BT Kemi AB 1971.